# Селена Сільвер
Селена Сільвер (англ. Selena Silver; нар. 18 серпня 1979) — австралійська порноакторка.

## Біографія
В порноіндустрію потрапила в 2003 році. Також була ведучою на інтернет радіо KSEX і вела колонку на еротичному сайті. У 2004 році з'явилася в Howard Stern Show, де взяла участь разом з іншими двома учасницями в конкурсі з утримання від сечовипускання. Сільвер перемогла в конкурсі, отримавши винагороду в 10 000 доларів.
За даними на 2020 рік Селена Сільвер знялася в 172 порнофільмах.

## Премії і номінації
- CAVR Award — Найкраща нова старлетка (2003)
- CAVR Award — Найкращий повнометражний DVD для дорослих, Selena Silver At Home (director and star) (2004)
- номінація на CAVR Award — Виконавиця року (2004)
- номінація на Rog Awards — Найкраща нова старлетка (2004)
- номінація на XRCO — Orgasmic Oralist (2005)[6]
- номінація на AVN — Найкраща сцена орального сексу, Throat Gaggers #6 (2005) (разом з Tony T. і Jake Malone)[7]
- номінація на AVN — Найкраща сцена орального сексу, Blow Me Sandwich #5 (2005) (разом з Брендоном Айроном і Катріною Кравен)
- номінація на AVN — Найкраща лесбійська сцена (відео), War of the Girls (2006) (разом з Флауер Туччі, Мері Посса і Самантою Райан)[8]